# リャスナヤ川
リャスナヤ川（リャスナヤがわ、ベラルーシ語: Лясная）はベラルーシ・ブレスト州を流れる、西ブーフ川（ブク川）右岸の支流である。
全長85km、流域面積2650km²、河口での平均水量は13m³/秒。川沿いの主な自治体にはカメネツがある。